# مشروع جسر بري بين مصر والسعودية
مشروع جسر بري بين مصر والسعودية أو جسر الملك سلمان هو مشروع إنشاء جسر بري يربط بين جمهورية مصر العربية والمملكة العربية السعودية. يسمح بمرور السيارات، مع سكة قطار لنقل البضائع والركاب. ويربط بين شمال غرب السعودية في منطقة تبوك الواقعة على البحر الأحمر بمحافظة جنوب سيناء في شمال شرق مصر، ويمر بمدينة شرم الشيخ المصرية.
من المتوقع أن يستغرق بناء الجسر الذي ستموله الحكومة السعودية حوالي 5-8 أعوام بتكلفة متوقعة تتراوح بين 4-5 مليارات دولار (18.7 مليار ريال تقريباً)، كما يتوقع أن يصل طول الجسر بين 7 إلى 10 كم. وبجانب الممرات الخاصة بالسيارات والشاحنات، وسيحمل الجسر سكة قطار شحن. ولا يعد الجسر رابطا بين المملكة ومصر، وحسب بل إنه يربط كذلك قارتي آسيا بأفريقيا. ويمثل الجسر فائدة اقتصادية للبلدين إذ من المتوقع أن حجم التجارة السنوي من الجسر سيبلغ 200 مليار دولار سنويا.

## مسار الجسر
1. أن يمر من راس الشيخ حميد إلى جزيرة صنافير ثم جزيرة تيران ثم إلى منطقة النبق (أقرب نقطة في سيناء)
2. أن يمر من رأس الشيخ حميد إلى جزيرة صنافير ثم جزيرة تيران ثم يُحفر نفق إلى سيناء حتى لا يؤثر على الملاحة وخروج ودخول السفن الإسرائيلية والأردنية
3. أن يمر من راس الشيح حميد إلى جزيرة تيران ثم إلى شرم الشيخ
4. أن يمر من رأس الشيخ حميد حتي شرم الشيخ مباشراً
5. ان يمر من راس الشيخ حميد حتي منطقة نبق مباشراً
6. أن يمر من رأس الشيخ حميد إلي جزيرة تيران ثم الي شرم الشيخ

## تاريخ
تعود فكرة المشروع إلى العام 1988 غير أنها نبذت لاحقًا. طفت على السطح من جديد بعد غرق عبارة السلام في فبراير 2006، غير أن الرئيس حسني مبارك رفضها بداع نتائجها السلبية على السياحة في شرم الشيخ. وفقًا لعماد جاد، رئيس مجلة مختارات إسرائيلية بمركز الأهرام للدراسات السياسية والاستراتيجية، في تصريحات لقناة العربية فالمشروع ليس مجرد تسهيل الانتقال بين البلدين بل «له أبعاد إستراتيجية». بحسب قناة الجزيرة، قوبل هذا الرفض حينها من قبل «خبراء ومراقبين مصريين بدهشة واستغراب» لما ذكر أنه سيعود بنفع وجدوى اقتصادية مفترضة لكل من مصر والسعودية. وتجاوز عدد السياح الأجانب إلى مصر في مايو 2007 التسعة ملايين سائح سنويا بدخل تجاوز 7.5 مليار دولار أمريكي سنويا. يجدر الذكر أن الحكومتين المصرية والسعودية نفتا علمهما بنيّتهما إقامة أي مشروع مزمع لإنشاء الجسر، وكان الخبر قد ورد أولا في جريدة المدينة السعودية التي نقلته عنها جريدة الأهرام المصرية.

## إعلان إنشاء الجسر
أعلن الملك السعودي الملك سلمان بن عبد العزيز اتفاقه مع الرئيس المصري عبد الفتاح السيسي على بناء الجسر الذي يربط بين البلدين عبر البحر الأحمر، وذلك خلال القمة المصرية السعودية بالقاهرة في أبريل 2016، وأعلن الرئيس المصري أن الجسر سيحمل اسم «جسر الملك سلمان بن عبد العزيز».

## اعتراضات على المشروع

### تحديات هندسية
أعلن دكتور في كلية هندسة الإسكندرية عن صعوبة تنفيذ المشروع نظرا لطول المسافة الصافية بين قاعدتي الجسر المعلق في المنطقة المنشود تشييد الجسر فيها، مما يعتبر تحديا هندسيا خارج المعرفة الهندسية في الوقت الحالي.
وقد تم طرح مقترحات أخرى لتحويل المشروع إلى نفق تحت المياه نظرا للصعوبة الفنية في تنفيذ الجسر بالمنطقة بين تيران وشرم الشيخ.

### اعتراضات إقليمية
أوردت الصحافة العالمية اعتراض إسرائيل على مشروع الجسر واعتباره تهديدا استراتيجيا مباشرا لها.